# Ленартув
Ленартув (пол. Lenartów) — село в Польщі, у гміні Коцежев-Полудньовий Ловицького повіту Лодзинського воєводства.
Населення — 131 особа (2011).
У 1975-1998 роках село належало до Скерневицького воєводства.

## Демографія
Демографічна структура станом на 31 березня 2011 року:
|          | Загалом | Допрацездатний вік | Працездатний вік | Постпрацездатний вік |
| -------- | ------- | ------------------ | ---------------- | -------------------- |
| Чоловіки | 68      | 11                 | 48               | 9                    |
| Жінки    | 63      | 13                 | 35               | 15                   |
| Разом    | 131     | 24                 | 83               | 24                   |